# Machiko Aizawa
Machiko Aizawa (jap. 相沢 マチ子, Aizawa Machiko; * um 1949) ist eine ehemalige Badmintonspielerin aus Japan.

## Karriere
Machiko Aizawa gewann ihren ersten japanischen Meistertitel 1968 im Damendoppel mit Etsuko Takenaka. 1969 und 1970 konnten beide diesen Doppeltitel verteidigen.
Im gleichen Jahr erkämpfte sich das Doppel bei den Asienspielen die ersten internationalen Lorbeeren, als es Gold gewann. In der Saison 1969/1970 siegten sie ebenfalls bei den Denmark Open und wurden Dritte bei den All England. 1971 wurden sie in London ebenfalls Dritte. Den dortigen Titel konnten sie dann letztlich 1972 gewinnen und 1973 verteidigen. 1972 trugen beide wesentlich zum japanischen Gewinn im Uber Cup bei, während es 1975 nur noch zu Platz 2 reichte.

## Erfolge
| Saison    | Veranstaltung                            | Disziplin   | Platz | Name                             |
| --------- | ---------------------------------------- | ----------- | ----- | -------------------------------- |
| 1968      | Japan: Einzelmeisterschaften             | Damendoppel | 1     | Machiko Aizawa / Etsuko Takenaka |
| 1969      | Japan: Einzelmeisterschaften             | Damendoppel | 1     | Machiko Aizawa / Etsuko Takenaka |
| 1969/1970 | Dänemark: Internationale Meisterschaften | Damendoppel | 1     | Etsuko Takenaka / Machiko Aizawa |
| 1970      | Asienspiele                              | Damendoppel | 1     | Machiko Aizawa / Etsuko Takenaka |
| 1970      | US Open                                  | Damendoppel | 1     | Machiko Aizawa / Etsuko Takenaka |
| 1970      | All England                              | Damendoppel | 3     | Etsuko Takenaka / Machiko Aizawa |
| 1970      | Japan: Einzelmeisterschaften             | Damendoppel | 1     | Machiko Aizawa / Etsuko Takenaka |
| 1971      | All England                              | Damendoppel | 3     | Etsuko Takenaka / Machiko Aizawa |
| 1972      | All England                              | Damendoppel | 1     | Machiko Aizawa / Etsuko Takanaka |
| 1972      | Japan: Einzelmeisterschaften             | Damendoppel | 1     | Machiko Aizawa / Etsuko Takenaka |
| 1972      | Uber Cup                                 | Team        | 1     | Japan                            |
| 1973      | All England                              | Damendoppel | 1     | Machiko Aizawa / Etsuko Takanaka |
| 1973      | Japan: Einzelmeisterschaften             | Damendoppel | 1     | Machiko Aizawa / Etsuko Takenaka |
| 1973/1974 | Dänemark: Internationale Meisterschaften | Damendoppel | 1     | Machiko Aizawa / Etsuko Takenaka |
| 1975      | All England                              | Damendoppel | 1     | Machiko Aizawa / Etsuko Takanaka |
| 1975      | Uber Cup                                 | Team        | 2     | Japan                            |